# Guêpier nain
Merops pusillus
Espèce
Statut de conservation UICN

 LC  : Préoccupation mineure
Le Guêpier nain (Merops pusillus) est une espèce d'oiseaux de la famille des Meropidae.

## Sous-espèces
Sous-espèce selon l'IOC World Bird List

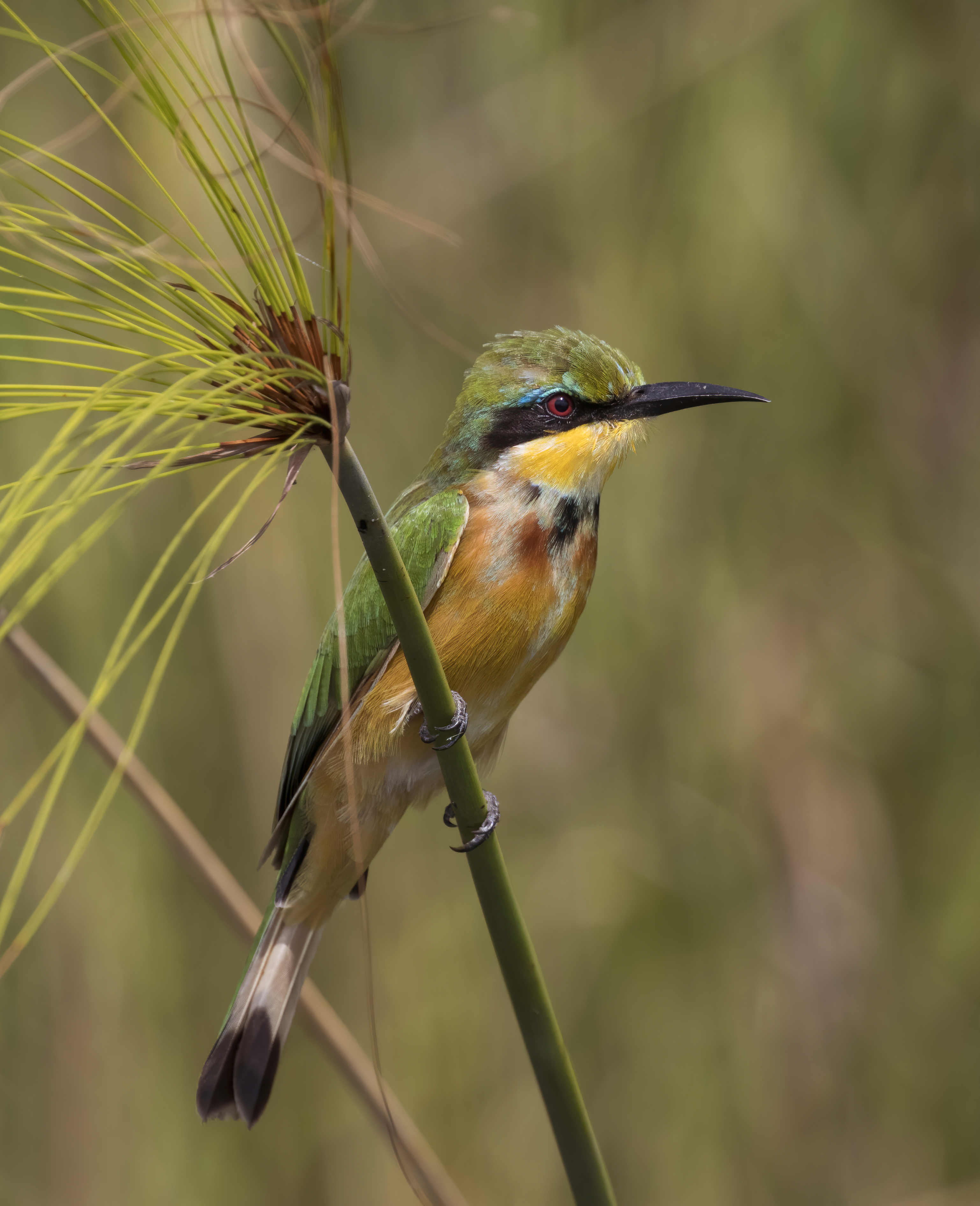
Merops pusillus argutus, sous-espèce du guêpier nain, près de la rivière Kwando, dans le parc national de Nkasa Rupara, Namibie. Mars 2018.

- Merops pusillus pusillus Statius Müller, 1776 - (Sénégal, Gambie, Sud-Ouest du Soudan, Nord de la République Démographique du Congo)
- Merops pusillus ocularis (Reichenow, 1900) - (Est de la République Démographique du Congo, Nord de l'Ouganda, Centre du Soudan jusqu'aux côtes de la Mer Rouge)
- Merops pusillus cyanostictus Cabanis, 1869 - (Est de l'Ethiopie, Ouest de la Somalie, Est du Kenya)
- Merops pusillus meridionalis (Sharpe, 1892) - (Sud et Est de la République Démographique du Congo jusqu'à l'Ouest du Kenya, du Sud au Centre de l'Angola, Zimbabwe, Afrique du Sud)
- Merops pusillus argutus Clancey, 1967 - (Sud-Ouest de l'Angola, Botswana, Sud-Ouest de la Zambie)

## Philatélie
Le Guêpier nain est représenté sur un timbre du Burundi de 1965 (valeur faciale 14 F, Y&T PA 11).

## Images

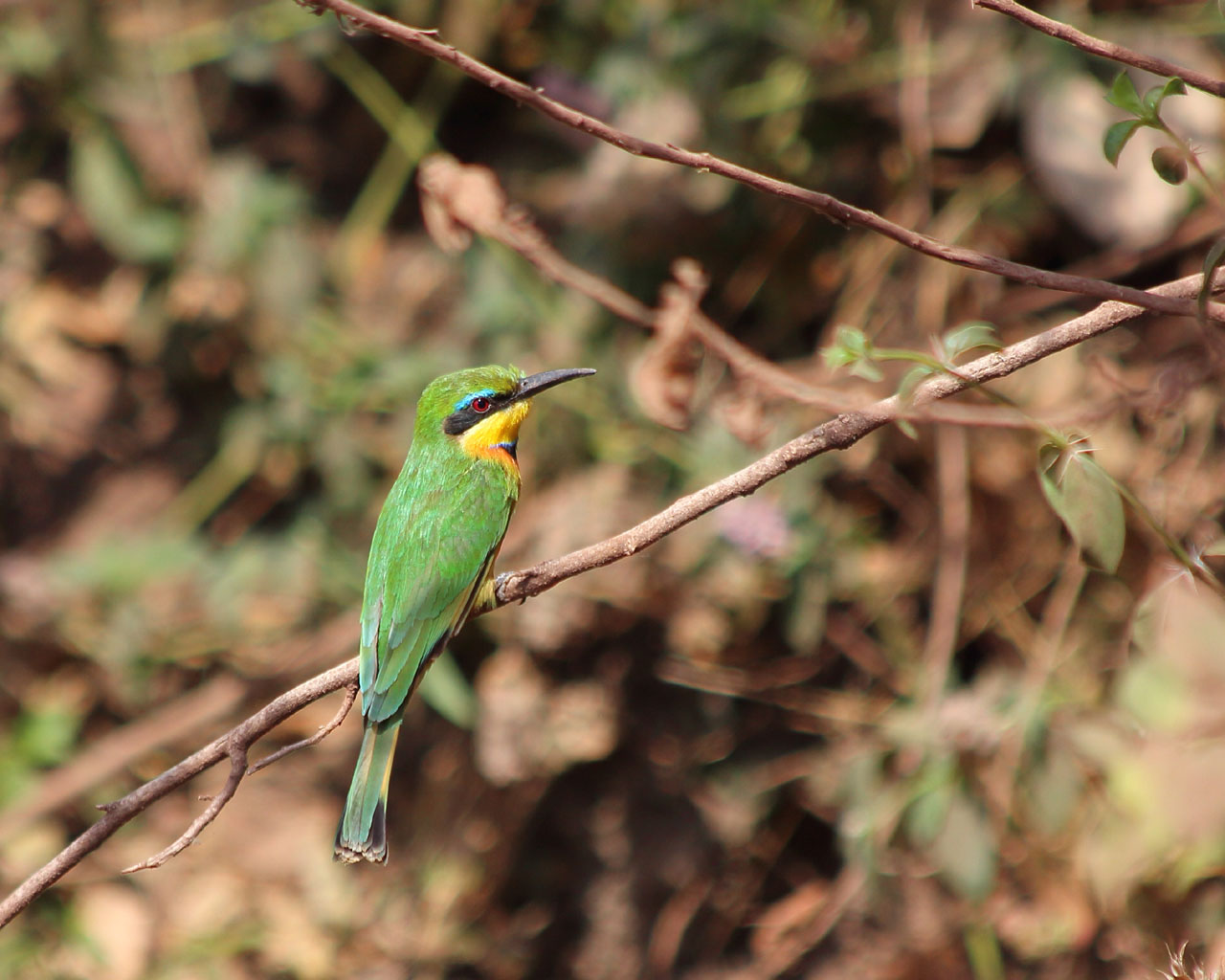
près du Lac Manyara, Tanzanie.
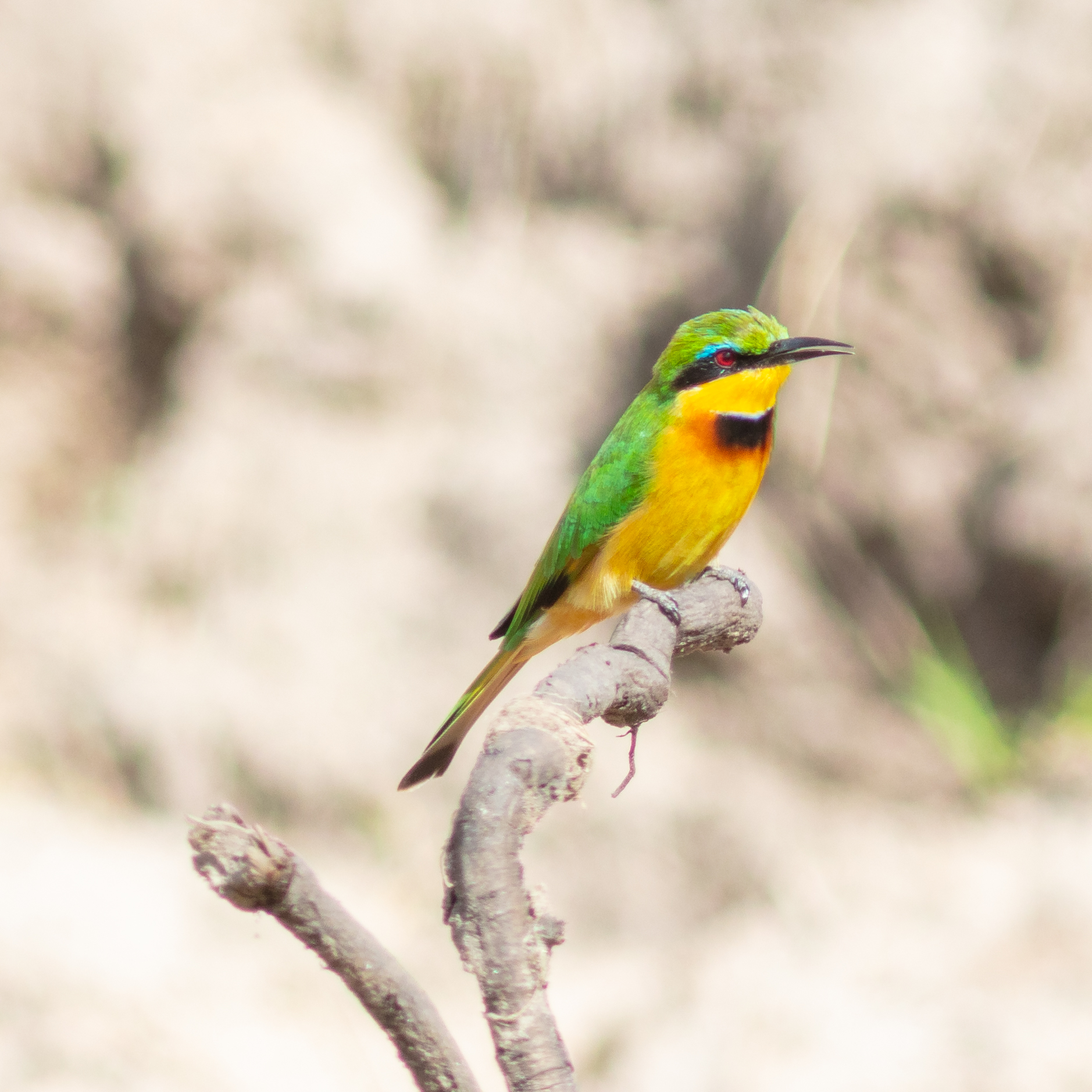
Masai Mara, Kenya.
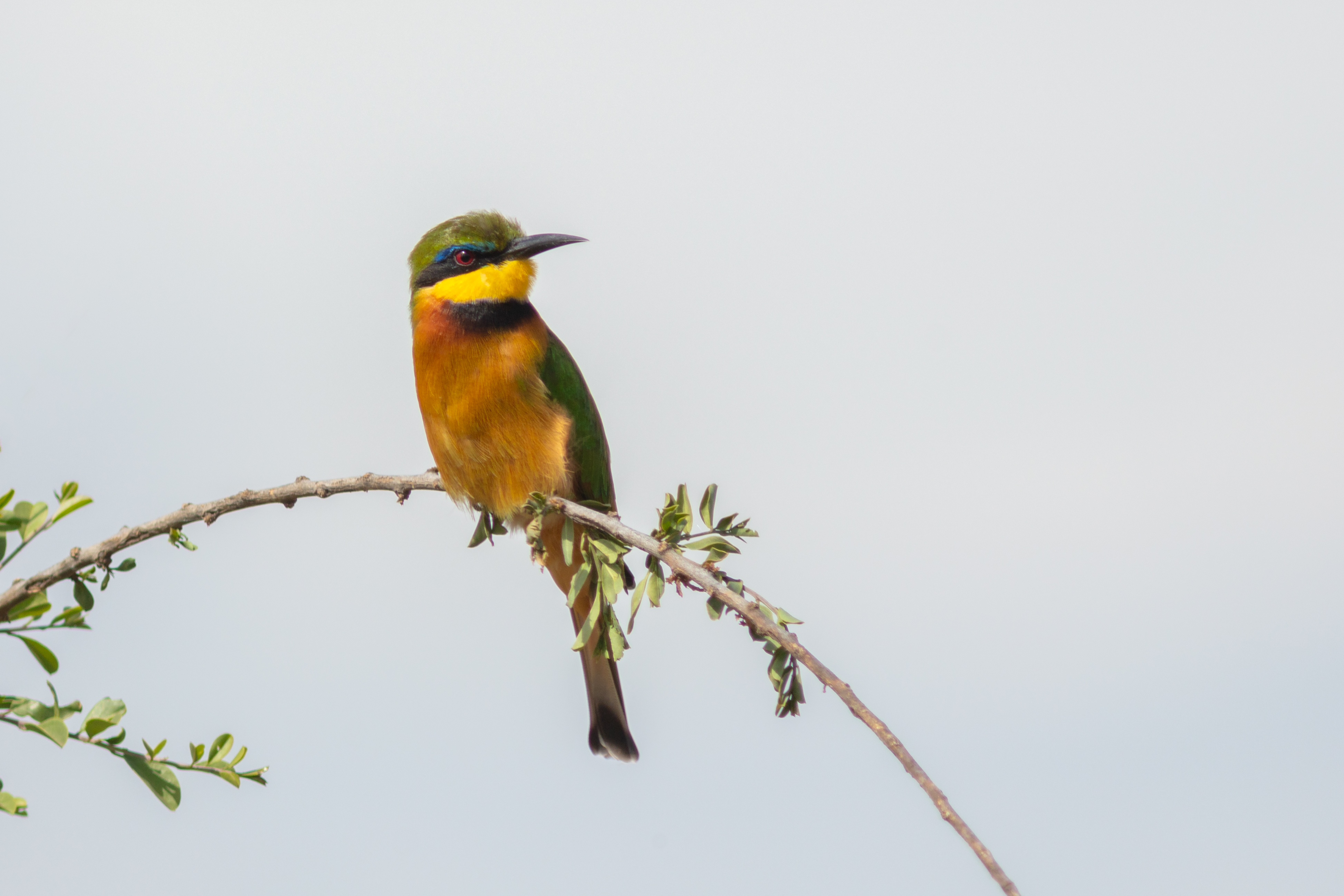
Amboseli, Kenya